# Neuquenaphis bulbicauda
Neuquenaphis bulbicauda är en insektsart. Neuquenaphis bulbicauda ingår i släktet Neuquenaphis och familjen långrörsbladlöss. Inga underarter finns listade i Catalogue of Life.